# Pastilla
Pastilla (cũng phiên âm thành bastilla, bisteeya, b'stilla hoặc bstilla) là một món bánh truyền thống Maroc Berber. Đây à một loại bột mịn được nhào thành từng lớp nhồi thịt chim bồ câu và hạnh nhân.
Đây là món bánh ngọt có tra muối theo kiểu Maroc. Còn có các món khác có cùng nguồn gốc nhưng nhồi cá, thịt gà thậm chí thêm sữa để làm món tráng miệng. Nó là một loại bánh kết hợp hương vị ngọt và mặn, một sự kết hợp của các lớp sắc nét của bột nhào werqa giống như crêpe, thịt nấu ướp hầm bằng lửa nhỏ trong nước dùng và gia vị và cắt nhỏ, và một lớp giòn nướng và hạnh nhân đất, quế, và đường.